# Paradactylactis cerfensis
Espèce
Paradactylactis cerfensis est une espèce de la famille des Cerianthidae.

## Description
La larve de Paradactylactis cerfensis mesure 3 mm et est translucide.

## Systématique
Le nom valide complet (avec auteur) de ce taxon est Paradactylactis cerfensis (Bamford, 1912).
L'espèce a été initialement classée dans le genre Dactylactis sous le protonyme Dactylactis cerfensis Bamford, 1912,.
Paradactylactis cerfensis a pour synonyme :
- Dactylactis cerfensis Bamford, 1912

## Étymologie
Son épithète spécifique, composée de cerf et du suffixe latin -ensis, « qui vit dans, qui habite », fait référence à l'île au Cerf (Seychelles) où les larves ont été trouvées en surface.

## Publication originale
- (en) Edith E. Bamford, « Pelagic actiniarian larvæ », Transactions of the Linnean Society of London: Zoology, Royaume-Uni, 2e série, vol. 15,‎ 1912, p. 395-405 (ISSN 1945-9440, lire en ligne).